# David Gallezot
David Gallezot, né le 28 septembre 1973[Où ?] est le fondateur de la société Avions Mauboussin.

## Biographie
David Gallezot est un polytechnicien (X92) qui a complété son cursus à Supaéro. Il est aussi mécanicien et pilote d'avions légers (2 à 6 places) et de planeurs.  
Il est le fondateur de la nouvelle société Avions Mauboussin, créée en 2011. Avionneur spécialisé dans les avions de tourisme écologiques dont l'énergie est l'hydrogène,. Son premier avion, l'Alérion, est léger et agile. Il fonctionne avec un système de propulsion hybride à hydrogène. 
David Gallezot est président de Ailes Sud Ouest, association destinée à la transmission des techniques aéronautiques anciennes. Il supervise des chantiers d'insertion dans le domaine de l'aéronautique. 